# Cyphastrea
Cyphastrea is een geslacht van neteldieren uit de klasse van de Anthozoa (bloemdieren).

## Soorten
- Cyphastrea agassizi (Vaughan, 1907)
- Cyphastrea chalcidicum (Forskål, 1775)
- Cyphastrea decadia Moll & Best, 1984
- Cyphastrea glomerata Nemenzo, 1988
- Cyphastrea hexasepta Veron, Turak & DeVantier, 2000
- Cyphastrea japonica Yabe & Sugiyama, 1932
- Cyphastrea kausti Bouwmeester & Benzoni, 2015
- Cyphastrea microphthalma (Lamarck, 1816)
- Cyphastrea ocellina (Dana, 1846)
- Cyphastrea serailia (Forskål, 1775)
- Cyphastrea zhongjianensis Zou, 1980